# Filip Salcburský

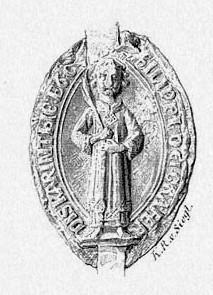
Filipova pečeť (rok 1273)

Filip Sponheimský (cca 1220 – 22. července 1279 Kremže) byl vnuk Přemysla Otakara I., druhorozený syn Judity Přemyslovny a korutanského vévody Bernarda II.

## Život
Jako druhorozený syn byl určen pro církevní dráhu. V letech 1237–1246 zastával úřad probošta vyšehradského, poté byl jmenován arcibiskupem salcburským, jímž byl v letech 1246–1267. Po smrti svého bratra bojoval s Přemyslem Otakarem II. o Korutanské vévodství.
| „                                               | Stěžujete si, že vám křivdu činíme, ježto sám zavinil jste, o co nyní mezi námi a vámi nesnáze jest; neboť po smrti bratra vašeho, jenž dobrovolně ustanovil nás dědicem zemí svých, vás za příčinou nešlechetnosti a provinění vašich naprosto vydědiv, zmocnil jste se hradův a tvrzí, ježto právem nám náležely. Kdybyste křivdou byli nepočali, byli bychom učinili vše, co slušného bylo by a šlechetného; ale chcete-li přidružiti se k nepřátelům našim, užívejtež Vůle své, my však práv svých nepřestaneme hájiti a spojíme se také s přáteli na odpor křivdám, které proti nám ukládáte... | “ |
| — z dopisu Přemysla Otakara II. (1. dubna 1270) | |   |

Patriarchou aquilejským byl v rozmezí let 1269–1272 a od roku 1276 se až do své smrti tituloval jako vévoda korutanský, aniž by takovou moc někdy získal.